# René Bauwens
René Marie Alphonse Bauwens (* 11. März 1894 in Brüssel; † 29. August 1959) war ein belgischer Schwimmer und Wasserballspieler.

## Karriere
Bauwens begann seine Karriere auf nationaler Ebene. Bei den belgischen Schwimmmeisterschaften im Jahr 1914 siegte er über 200 m und 400 m Freistil. In den Folgejahren zwischen 1915 und 1918 wurden aufgrund des Ersten Weltkriegs keine Meisterschaften ausgetragen, bevor er 1919 erneut die Titel über 200 m und 400 m Freistil errang. 1920 folgte seine insgesamt fünfte belgische Meisterschaft im Wettbewerb über 400 m Freistil. Im selben Jahr nahm er ein erstes Mal an Olympischen Spielen teil. Bei den Wettkämpfen in Antwerpen scheiterte er mit der belgischen Staffel über 4 × 200 m Freistil als Dritter des Vorlaufs an der Finalqualifikation. Mit der Wasserballnationalmannschaft erreichte er den zweiten Rang und gewann somit Silber. 1927 folgte bei der Europameisterschaft in Bologna eine Bronzemedaille im Wasserball. Im Jahr 1928 war der Sportler ein zweites Mal Teilnehmer an Olympischen Wettspielen. In Amsterdam erreichte er hier mit der belgischen Wasserballmannschaft den fünften Rang. Nach seiner aktiven sportlichen Laufbahn engagierte er sich unter anderem als Trainer. So trainierte er 1948 die belgische Nationalmannschaft im Wasserball bei den Olympischen Spielen in London. Bei selbigen Spielen war er auch in zwei Wasserballpartien als Schiedsrichter eingesetzt.